# 磷酸三甲酯
磷酸三甲酯是一种无色透明液体。 易溶于水，溶于乙醚，但难溶于乙醇。

## 用途
磷酸三甲酯是一种有机试剂，常温下稳定，在各种树脂中的溶解度良好，粘度低，色相低，所以可用作特殊溶剂；环氧树脂添加剂；聚酯纤维加工时的防着色剂；纺织用油剂；用作汽油添加剂，可防止爆震，改善辛烷值，提高加铅汽油存贮时的稳定性；也可用作汽油表面点火的控制剂，高温时四乙基铅分解抑制剂；非腐蚀性汽油添加剂；聚酯纤维聚合时的催化剂；石墨制品的改性剂；增塑剂；萃取剂；农药杀虫剂原料。磷酸三甲酯遇水发生水解，故保存时要防潮。由于其水解而释放出PO43-，从而成为形成难溶磷酸盐沉淀的均相沉淀剂，常被用作锆、铪的沉淀试剂和测定半导体的扩散源。此外，磷酸三甲酯也是一种磷脂类萃取剂，用于萃取分离某些金属离子。

## 生产方法
三氯氧磷与甲醇在碳酸钾存在下反应生成磷酸三甲酯。同时反应生成磷酸二甲酯钾盐，则用硫酸二甲酯反应生成磷酸三甲酯。磷酸三甲酯粗产品经水洗、脱色、脱水、减压蒸馏得成品。